# Chilobrachys brevipes
Chilobrachys brevipes là một loài nhện trong họ Theraphosidae.
Loài này thuộc chi Chilobrachys. Chilobrachys brevipes được Tord Tamerlan Teodor Thorell miêu tả năm 1897.